# Cemil Çiçek

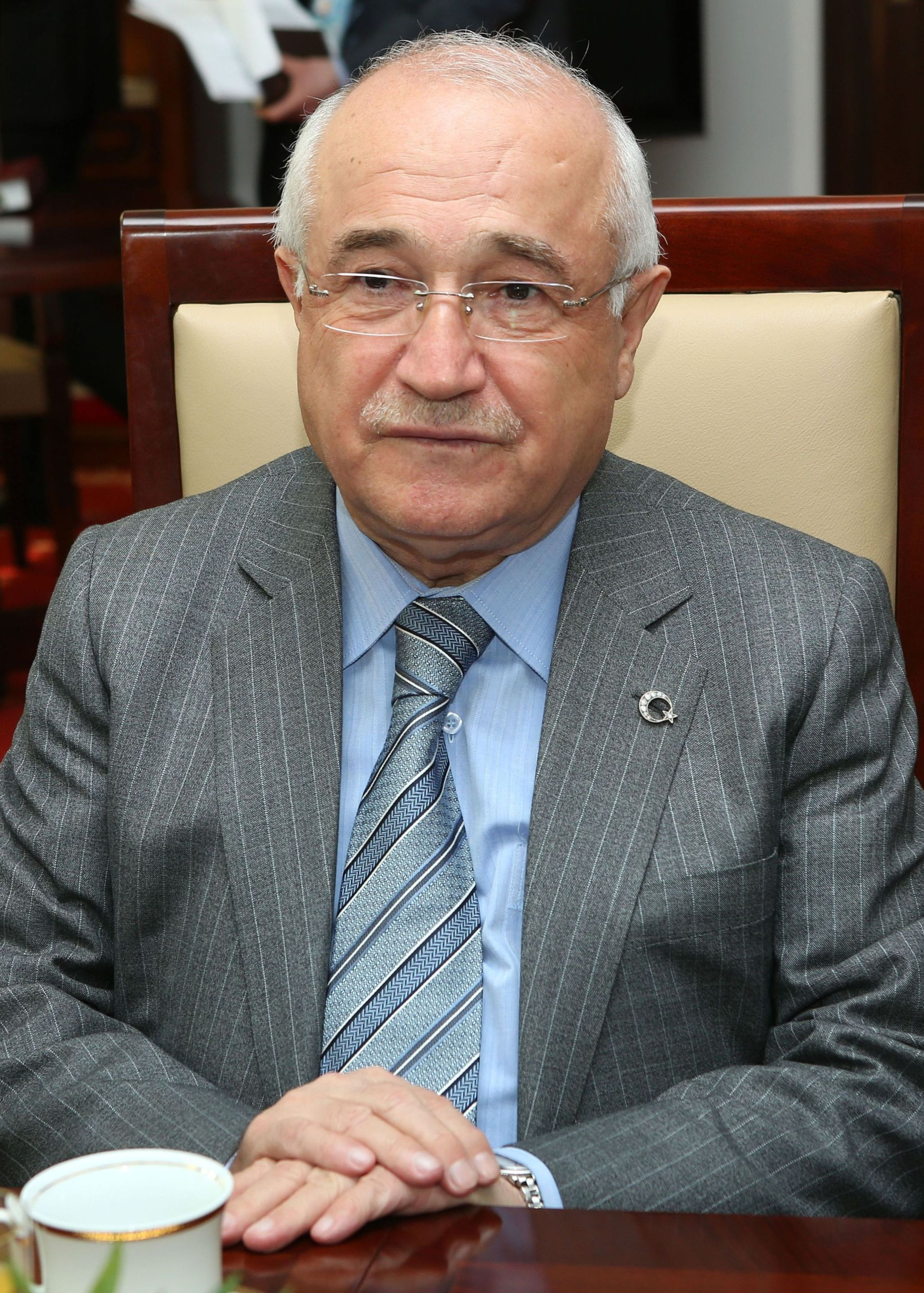
Cemil Çiçek in 2014

Cemil Çiçek (Yozgat, 15 november 1946) is een Turks politicus. Hij de 25e voorzitter van het parlement van Turkije en daarmee de opvolger van partijgenoot Mehmet Ali Şahin.
Çiçek studeerde af aan de Faculteit der Rechtsgeleerdheid van Universiteit van Istanboel en kwam vervolgens terecht bij het centrumrechtse Moederlandpartij (ANAP) in 1983. Hij werd een ANAP-parlementslid namens Yozgat. In de late jaren 1980 werd Çiçek de minister van Staat verantwoordelijk familiezaken. In 2001 stichtte hij samen met Recep Tayyip Erdoğan de Gerechtigheids- en Ontwikkelingspartij. Çiçek werd de minister van Justitie en woordvoerder van het kabinet-Erdoğan I. In 2007 werd hij de vicepremier verantwoordelijk voor de coördinatie van de mensenrechten van het kabinet-Erdoğan II.